# Орден «За службу Родине в Вооружённых Силах СССР»

Орден на марке СССР 1976 года

Орден «За службу Родине в Вооружённых Силах СССР» — советская воинская государственная награда (орден СССР).
Учреждён Указом Президиума Верховного Совета СССР от 28 октября 1974 года. Автор проекта ордена — полковник Пилипенко Л. Д. — инженер Военной академии им. Дзержинского. Награждение орденом I степени было произведено всего 13 раз, что делает его самым редким орденом СССР — более редким, чем орден «Победа» (20 награждений).

## Статут ордена
Орденом «За службу Родине в Вооружённых Силах СССР» награждались военнослужащие Советской Армии, Военно-Морского Флота, пограничных и внутренних войск ВС СССР:
- за успехи, достигнутые в боевой и политической подготовке, поддержании высокой боевой готовности войск и освоении новой боевой техники;
- за высокие показатели в служебной деятельности;
- за успешное выполнение специальных заданий командования;
- за отвагу и самоотверженность, проявленные при исполнении воинского долга;
- за другие заслуги перед Родиной во время службы в Вооружённых Силах СССР.

Орден «За службу Родине в Вооружённых Силах СССР» состоит из трёх степеней: I, II, и III степени. Высшей степенью ордена является I степень. Награждение производится последовательно: сначала третьей, затем второй и, наконец, первой степенью.
Награждённые орденом «За службу Родине в Вооружённых Силах СССР» всех трёх степеней имеют право:
- на обеспечение жилой площадью по установленным нормам в первую очередь;
- личного бесплатного проезда один раз в год (туда и обратно) железнодорожным транспортом — в мягких вагонах скорых и пассажирских поездов, водным транспортом — в каютах 1-го класса (места 1-й категории) скорых и пассажирских линий, воздушным или междугородным автомобильным транспортом;
- личного бесплатного пользования всеми видами городского пассажирского транспорта, в сельской местности — автомобильным транспортом республиканского подчинения в пределах района (за исключением такси);
- на получение бесплатной путевки в санаторий или дом отдыха (один раз в год по заключению лечебного учреждения);
- на внеочередное обслуживание зрелищными и коммунально-бытовыми предприятиями, культурно-просветительными учреждениями.
- на увеличение пенсии на 15 процентов.

Орден «За службу Родине в Вооружённых Силах СССР» носится на правой стороне груди после ордена Красной Звезды и располагается в порядке старшинства степеней.

## Описание ордена
Знак ордена I степени представляет собой две скрещённых четырёхконечных звезды. Верхняя звезда ордена выполнена из позолоченного серебра и составлена из расходящихся лучей. В её центре — позолоченная пятиконечная звезда в серебряном дубовом венке на голубом фоне, окружённая белой эмалевой лентой с надписью золотыми буквами: «За службу Родине в ВС СССР» и изображением серпа и молота; края ленты позолочены. Звезда и лента наложены на выпуклые якорь и крылья из оксидированного серебра. Нижняя четырёхконечная звезда ордена покрыта голубой эмалью, края звезды позолочены. На звезду наложены выпуклые перекрещенные изображения ракет из оксидированного серебра, их головные и хвостовые отсеки позолочены.
Знак II степени отличается от знака I степени тем, что на верхней четырёхконечной звезде позолочена только пятиконечная звездочка.
Знак III степени целиком выполнен из серебра.
Орден носят на правой стороне груди, крепят к одежде посредством штифта с гайкой. Взамен знаков ордена на повседневной форме одежды предусмотрено ношение планок с шёлковыми лентами голубого цвета с жёлтыми полосками посередине: для I степени — одна полоска шириной 6 мм; для II степени — две шириной по 3 мм, для III степени — три шириной по 2 мм.
Высота и ширина знака ордена — 58×58 мм, общая масса — 64,5 грамма. После ордена «Победа» это самый крупный по размерам и массе советский орден, равные ему размеры имел лишь орден Нахимова.

## История ордена
Первое награждение орденом состоялось 17 февраля 1975 года, в канун Дня Советской Армии и Военно-Морского Флота. Знаки ордена III степени были вручены большой группе офицеров, генералов и адмиралов за успехи в подготовке войск и за освоение новой техники.
Орденом II степени Указом от 30 июля 1976 года впервые был награждён генерал-лейтенант И. В. Виноградов «за заслуги перед Советской Армией и в связи с 70-летием со дня рождения».
Полные кавалеры ордена появились в феврале 1982 года, когда орден I степени вручили генерал-полковнику И. Г. Завьялову, генерал-майору И. К. Колодяжному, генерал-майору В. П. Щербакову и капитану 1-го ранга В. А. Порошину.
Всего к концу 1991 года орден III степени получили 69576 военнослужащих, II степени — 589, а орден I степени — 13.
| № ордена | Награждённые орденом I степени    | Воинское звание на момент награждения орденом I ст. | Дата награждения I ст. | Дата награждения II ст. | Дата награждения III ст. |
| -------- | --------------------------------- | --------------------------------------------------- | ---------------------- | ----------------------- | ------------------------ |
| 1        | Завьялов, Иван Григорьевич        | Генерал-полковник                                   | 16.02.1982             | 21.02.1978              | 30.04.1975               |
| 2        | Порошин, Василий Алексеевич       | Вице-адмирал                                        | 16.02.1982             | 21.02.1978              | 30.04.1975               |
| 3        | Бобровский, Альберт Иванович      | Генерал-лейтенант авиации                           | 27.12.1982             | 21.02.1978              | 30.04.1975               |
| 4        | Казаков, Александр Константинович | Капитан 1-го ранга                                  | 27.12.1982             | 21.02.1978              | 30.04.1975               |
| 5        | Орлов, Юрий Михайлович            | Полковник                                           | 27.12.1982             | 21.02.1978              | 30.04.1975               |
| 6        | Лошкарёв, Геннадий Константинович | Полковник                                           | 17.05.1982             | 04.11.1981              | 08.01.1980               |
| 7        | Байдуков, Георгий Филиппович      | Генерал-полковник авиации                           | 25.05.1987             | 27.12.1978              | 30.04.1975               |
| 8        | Верёвкин, Александр Семёнович     | Генерал-майор                                       | 01.03.1989             | 18.02.1981              | 30.04.1975               |
| 9        | Сергеев, Валерий Николаевич       | Контр-адмирал                                       | 05.05.1989             | 16.02.1982              | 30.04.1975               |
| 10       | Агапов, Борис Николаевич          | Генерал-лейтенант                                   | 24.05.1989             | 04.03.1988              | 14.02.1977               |
| 11       | Колодяжный, Иван Константинович   | Генерал-майор                                       | 11.02.1982             | 18.11.1980              | 21.02.1978               |
| 12       | Щербаков, Василий Петрович        | Генерал-майор                                       | 11.02.1982             | 21.02.1978              | 30.04.1975               |
| 13       | Ачалов, Владислав Алексеевич      | Генерал-полковник                                   | 22.02.1990             | 04.11.1981              | 17.02.1975               |
| 14       | Буторин Виктор Павлович           | Подполковник                                        |                        |                         | 22.09.1982               |

Орден «За службу Родине в Вооружённых Силах СССР» I степени был самым редким орденом СССР — более редким, чем орден «Победа» (20 награждений) и орден Ушакова I степени (47 награждений). Во время неразберихи 1991—1992 годов в частные руки попало некоторое количество не врученных орденов (с чистым документом, либо без него), их стоимость невелика. 13 именных наград имеют очень большую теоретическую стоимость — но они недоступны, так как все хранятся у награждённых или их родственников. Один из таких орденов, принадлежавший генералу Верёвкину А. С., был продан на аукционе в Великобритании за 15 тысяч долларов США.

## Прочие факты
Орден имел необычную и уникальную для советских орденов форму восьмиконечной звезды. Все другие советские ордена имели форму круга или овала (орден Ленина, орден Красного Знамени), форму пятиконечной (орден Суворова, Славы) или десятиконечной звезды (орден Отечественной Войны, орден Богдана Хмельницкого). За эту необычную форму орден «За службу Родине в Вооружённых Силах СССР» получил среди военнослужащих жаргонное прозвище «Звезда шерифа» или «Бухарская звезда».

## В Республике Беларусь
13 апреля 1995 году орден был восстановлен в наградной системе Республики Беларусь под названием «Орден „За службу Родине“». Внешний вид белорусского ордена практически повторяет советский, за тем исключением, что вместо якоря на звезде помещено изображение меча, а вместо надписи «За службу Родине в ВС СССР» размещена надпись на белорусском языке «За службу Радзіме». Несколько отличаются и размеры (советский орден — 58×58 мм, белорусский — 65х58 мм). Расцветка орденских лент совпадает.
В отличие от советского ордена, который вручался только военнослужащим, белорусским награждаются также «лица начальствующего и рядового состава органов внутренних дел, органов финансовых расследований Комитета государственного контроля Республики Беларусь, органов и подразделений по чрезвычайным ситуациям».
Лица, ранее награждённые орденом «За службу Родине в Вооружённых Силах СССР», представляются к награждению орденом «За службу Родине» очередной степени. Первое награждение орденом «За службу Родине» состоялось 19 ноября 1997 года.